# パイク郡 (ミズーリ州)
パイク郡（英: Pike County）は、アメリカ合衆国ミズーリ州の東部に位置する郡である。2010年国勢調査での人口は18,516人であり、2000年の18,351人から0.9％増加した。郡庁所在地はボーリンググリーン市（人口5,334人）であり、同郡で人口最大の都市でもある。パイク郡は1818年12月4日に組織化され、郡名は探検家のゼブロン・パイクに因んで名付けられた。フォークソングの「Sweet Betsy from Pike」はこのパイク郡のことを歌っていると一般に考えられている。
パイク郡には怪獣「モモ」がいると言われている。1970年代に最初の目撃が報告され、郡内の様々の場所で報告されている。

## 地理
アメリカ合衆国国勢調査局に拠れば、郡域全面積は684.81平方マイル (1,773.6 km2)であり、このうち陸地672.82平方マイル (1,742.6 km2)、水域は11.99平方マイル (31.1 km2)で水域率は1.75％である。

### 主要高規格道路
- アメリカ国道54号線
- アメリカ国道61号線
- ミズーリ州道79号線
- ミズーリ州道161号線

### 隣接する郡
- ラルズ郡 - 北西
- パイク郡 (イリノイ州) - 北東
- カルフーン郡 (イリノイ州) - 東
- リンカーン郡 - 南
- モンゴメリー郡 - 南西
- アウドレイン郡 - 西

パイク郡は隣接する州の、しかも隣り合った位置に同名で名前の由来になったイリノイ州パイク郡が存在するという、アメリカ合衆国の中でも希な例である。

### 国立保護地域
- クラレンスキャノン国立野生生物保護区

## 人口動態
以下は2000年の国勢調査による人口統計データである。
| 基礎データ - 人口: 18,516人 - 世帯数: 6,451 世帯 - 家族数: 4,476 家族 - 人口密度: 11人/km2（27人/mi2） - 住居数: 7,493軒 - 住居密度: 4軒/km2（11軒/mi2） 人種別人口構成 - 白人: 88.44% - アフリカン・アメリカン: 9.17% - ネイティブ・アメリカン: 0.24% - アジア人: 0.15% - 太平洋諸島系: 0.04% - その他の人種: 0.92% - 混血: 1.04% - ヒスパニック・ラテン系: 1.61% 先祖による構成 - アメリカ人：24.6％ - ドイツ系：24.5％ - イギリス系：8.9％ - アイルランド系：8.5％ 年齢別人口構成 - 18歳未満: 23.4% - 18-24歳: 9.1% - 25-44歳: 29.8% - 45-64歳: 22.8% - 65歳以上: 15.0% - 年齢の中央値: 38歳 - 性比（女性100人あたり男性の人口） - 総人口: 119.2 - 18歳以上: 123.8 | 世帯と家族（対世帯数） - 18歳未満の子供がいる: 31.3% - 結婚・同居している夫婦: 55.7% - 未婚・離婚・死別女性が世帯主: 9.6% - 非家族世帯: 30.6% - 単身世帯: 26.7% - 65歳以上の老人1人暮らし: 12.9% - 平均構成人数 - 世帯: 2.50人 - 家族: 3.01人 収入と家計 - 収入の中央値 - 世帯: 32,373米ドル - 家族: 39,059米ドル - 性別 - 男性: 28,528米ドル - 女性: 19,426米ドル - 人口1人あたり収入: 14,462米ドル - 貧困線以下 - 対人口: 15.5% - 対家族数: 11.9% - 18歳未満: 20.2% - 65歳以上: 15.2% |

## 都市と町
| - アナダ - アッシュバーン - アシュリー - ボーリンググリーン - 郡庁所在地 | - クラークスビル - カリービル - イオリア - フランクフォード | - ルイジアナ - ニューハートフォード - ペインズビル - ターランツ |

## 政治

### 地方
パイク郡の地方レベルでは民主党が大半の政治を支配しており、郡の選挙で選ばれる役職は1人を除いて独占している。

### 国政

#### 2008年大統領予備選挙
2008年の大統領予備選挙で、パイク郡は共和党のジョン・マケインと民主党のヒラリー・クリントンを選んだ。民主党の予備選挙ではヒラリー・クリントンが1位となり、さらに共和党予備選挙で各候補に投じられた総投票数よりも多かった。